# Tihana Odlešić
Tihana Odlešić (Zagreb, 1. lipnja 1985.), hrvatska reprezentativka u streljaštvu (samostrel).
Članica je streljačkog društva “Dubrava 1094” iz Dubrave od 6. prosinca 1996. Streljaštvom se počela baviti 1996. godine. Zračnom puškom na 40 metaka ima osobni rekord od 375 krugova s juniorskog PH u Bjelovaru 2002. godine, a na 20 metaka 190 krugova. Samostrelom nastupa od 2002. godine, a prvi nastup je imala na kupu Dubrave 2002. godine. Najveće uspjehe postigla je osvajanjem srebrne pojedinačne medalje 2004. godine na 12. svjetskom prvenstvu u Otrokovicama (Češka) te naslova prvakinje Europe 2005. u Zundertu (Nizozemska) i brončane medalje na EP-u u Moskvi (Rusija) 2005. godine kao i srebrnih ekipnih medalja na prvenstvima svijeta u Ivanić-Gradu (Hrvatska) 2002. i Otrokovicama (Češka) 2004. godine u konkurenciji juniora te zlatnih ekipnih medalja s prvenstava Europe u Nizozemskoj 2005. (Zundert) i u dvorani na 18 metara 2003. godine u Kortrijku (Belgija) te 2005. godine u Moskvi (Rusija). U seniorskoj konkurenciji osvojila je srebrnu ekipnu medalju na 13. SP-u u Austriji 2006.
1. mjesta osvojila je na međunarodnom prvenstvu Češke 2002. i 2004. godine te Van Gogh kup u Nizozemskoj 2005. u juniorskoj konkurenciji te u Njemačkoj 2006. u seniorskoj ženskoj konkurenciji. Državne rekorde postavljala je 6 puta i to u dvorani na 18 metara i na 65 metara na otvorenom. Za 2004. godinu nominirana je za najperspektivniju hrvatsku sportašicu odlukom HOO-a, a s Brankom Pereglin i Sanjom Komar 2007. proglašene su najuspješnijom hrvatskom ekipom godine odlukom HOO-a. Osvojila je titulu "Međunarodni majstor strijelac" kao i status vrhunske sportašice III. kategorije.